# Tarabulus (distrikt)
Tarabulus (arabiska: شعبية طرابلس) eller Tripoli är ett av Libyens tjugotvå distrikt (shabiyah). Den administrativa huvudorten är Tripoli. Distriktet gränsar mot Medelhavet och distrikten Az Zawiyah, Al Jfara, Al Jabal al Gharbi och Al Murgub.  